# 恋爱循环
戀愛循環是2009年電視動畫《化物語》第10話撫子蛇　其之貳的主題曲，亦是作中角色千石撫子的角色歌曲。它由花澤香菜以千石撫子的名義演唱。meg rock和神前晓則分別負責作詞和作曲。
它在《化物語》的DVD及BD第四卷限定版CD中得以完整收錄，並有數碼發行版本。2011年12月21日發行的主題曲集《化物語音樂全集 Songs&Soundtracks》亦有收錄該首歌曲。
〈戀愛循環〉於動漫迷圈子中取得一定人氣，不同的Niconico動畫用戶都會在該網站上載搭配該歌曲的舞蹈片段和MAD片。之後亦在TikTok及抖音上爆紅，成為網路迷因。

## 背景與發行

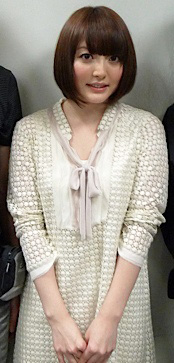
〈戀愛循環〉由千石撫子的聲優花澤香菜演唱

〈戀愛循環〉是2009年輕小說改編動畫《化物語》第10話撫子蛇　其之貳的主題曲，亦是作中角色千石撫子的角色歌曲。該話在2009年9月11日經東京都會電視台首播，千石為當中的女主角。〈戀愛循環〉由meg rock和神前晓分別作詞和作曲。神前在創作過程中受涩谷系歌手Kaseki Cider的風格影響。
它由千石的聲優花澤香菜演唱。〈戀愛循環〉跟花澤的歌曲〈Melody〉類近，一樣聚焦於故事性及「帶放克元素」的饒舌。神前認為花澤以較溫柔的聲線去饒舌會「很有趣」。J-Cast新聞形容它是一首「充分運用到了花澤声線的輕快流行歌曲」。動畫新聞網則表示它是一首「過分樂觀的情歌」，反映了千石的「矛盾與人物性格」。副歌部分以日本擬聲詞「輕飄飄」（ふわふわり）作為開首，當地人常以之形容「可愛、樂觀、虛幻的事物」。當中部分歌詞亦帶有文字遊戲成分，比如「去掉『shi』 不 盡力去做吧！」（「し」抜きで いや 死ぬ気で！）這句便是以千石撫子和大和撫子為主題的文字遊戲。
《化物語》的DVD及BD第四卷限定版包含完整收錄〈戀愛循環〉的CD。它原定在2009年12月29日公開，之後延期到次年1月27日。同日在串流媒體平台上發行。2011年12月21日發行的主題曲集《化物語音樂全集 Songs&Soundtracks》亦有收錄〈戀愛循環〉。

## 評價
《Fami通》的報導寫道，〈戀愛循環〉相當符合千石的形象，而且花澤在當中的聲線「很可愛」，讓人留下「深刻印象」。動畫新聞網的評論則認為，這首歌曲過於「矯揉造作」，突顯千石「可愛無知」的一面，讓她成為「老套的萌系角色」。2019年，〈戀愛循環〉贏得平成動畫歌曲大賞的2000-2009年角色歌曲賞。

## 現場表演
2015年，花澤在「live 2015 Blue Avenue」演唱会的安可部分表演了〈戀愛循環〉。2019年，她成為北京電視台除夕節目「BTV環球跨年冰雪盛典」的特別嘉賓，並於現場演唱〈戀愛循環〉。同年亦在上海的演唱會中演唱。
2022年，花澤在音樂節Animelo Summer Live及她的演唱會“blossom”當中兩度演唱該首歌曲 。次年出席「TMEA腾讯音乐娱乐盛典」，並於現場連續表演〈戀愛循環〉等多首動畫歌曲。

## 文化影響
〈戀愛循環〉於動漫迷圈子中取得一定人氣，不同的Niconico動畫用戶都會在該網站上載搭配該歌曲的舞蹈片段和MAD片。最早的編舞由日本舞蹈團體DOF團團長「兄貴」在2009年完成。2010年，千石在同人商店Comic虎之穴的《化物語》角色人氣投票中獲得首位，一些投票者表示他們因為〈戀愛循環〉而投票給千石。2022年，花澤表示她因為〈戀愛循環〉的熱潮而獲得更多演唱角色歌曲的機會。此外亦說道它讓「更多人知曉自己的聲線」。
2018年，〈戀愛循環〉在抖音上爆紅。2019年12月18日，中國大陸電子製造公司小米集團在Bilibili上發佈了一段音MAD，於當中以其行政總裁雷军的語音為基礎，把第三季財報以〈戀愛循環〉的旋律演唱出來。次年，新东方学校的年會上也出現了〈戀愛循環〉的改編版本。2021年，美國歌手萊茲·羅賓尼特（Lizz Robinett）在2012年翻唱的〈戀愛循環〉英語改編版於TikTok上爆紅，成為日本TikTok用戶的迷因——他們會向該平台上傳以該改編版本為背景音樂的舞蹈片段，讓〈戀愛循環〉更為多人認識。Natalie形容該首歌曲是日本流行音樂走向全球的例子之一。
Polkadot Stingray的歌曲〈Tokyo Mauve〉在創作上受花澤影響——它有一些部分的風格跟〈戀愛循環〉接近。2022年，NHK教育頻道的育兒節目把〈戀愛循環〉用作片尾曲。

### 翻唱版本
2010年，日本歌手小桃音麻衣發佈了一张動畫歌曲合輯，當中包含她翻唱的〈戀愛循環〉。4年後她在自己的24歲生日演唱會上再度演唱該首歌曲。同樣在2010年發行的漫畫《偶像大師BREAK！》單行本第3卷限定版會附帶一張CD，當中收錄了由作中角色聲優翻唱的《化物語》主題曲——〈恋爱循环〉由水瀬伊織的声優釘宮理惠翻唱。2012年，美國歌手萊茲·羅賓尼特在YouTube上發佈自己的翻唱版本，隨後在2021年於TikTok上爆紅，成為該年《日本公告牌》3月22日至28日TikTok週間樂曲排行榜的首位。
2019年天猫双11狂欢夜前夕，曾传出中国蒙古族歌手腾格尔将与花泽香菜在该活动中合唱〈恋爱循环〉，随后腾格尔否定了此一安排。但两人在共同出席相关活动采访时，花泽香菜曾现场教腾格尔唱该曲。2020年，段小薇等在真人實境節目《青春有你》中表演了〈戀愛循環〉的中文改編版本，這一片段在線上重播版當中因版權問題而消音。2021年，腾格尔在江苏卫视综艺节目《2060》中和虚拟AI形象艾瑞思合唱《恋爱循环》。2022年，〈戀愛循環〉成為手机遊戲《偶像大師 灰姑娘女孩 星光舞台》内置的其中一首歌曲，由聲優天野聰美以作中角色白菊螢的名義演唱。